# Майкл Джексон: В поисках Неверленда
«Майкл Джексон: В поисках Неверленда» (англ. «Michael Jackson: Searching for Neverland») — американский телевизионный биографический фильм телекомпании Lifetime, экранизация книги двух телохранителей Майкла Джексона, Билла Уитфилда и Джавона Бирда, под названием «Вспомним время: Защищая Майкла Джексона в его последние дни» (англ. «Remember the time: Protecting Michael Jackson in his final days»). Фильм показывает последние годы жизни Майкла Джексона глазами его телохранителей. Режиссёр картины — Дайан Хьюстон.
Первый показ почти двухчасового фильма состоялся на телеканале Lifetime 29 мая 2017 года, тогда киноленту посмотрели 2 миллиона телезрителей. 10 октября состоялся релиз кинокартины на DVD.

## Сюжет
2006 год, Майкл Джексон со своими тремя детьми возвращается в США из Бахрейна после почти двухлетнего отсутствия. Певец нанимает на работу двух телохранителей, Билла Уитфилда и Джавона Бирда, и заселяется в арендованный особняк в Лас-Вегасе. Музыкант живёт чрезвычайно замкнуто, он воспитывает детей, изредка видится со своей матерью и поклонниками, всегда толпящимися у его ворот. С остальными членами семьи Джексон не близок, родственники время от времени наведываются к нему с целью потребовать денег, но певец не впускает в свой дом нежеланных гостей. Музыкант пытается жить как обычный человек и семьянин, однако огромная известность не позволяет ему даже просто прогуляться по магазинам: его всегда сопровождают огромные толпы журналистов, папарацци и фанатов. Джексон ищет для себя новый дом — он мечтает выкупить участок в Вегасе за 55 млн долларов. При этом, свои финансовые дела он переложил на плечи менеджеров, имеющих корыстные мотивы. 50-летнего певца вынуждают подписать контракт на большой концертный тур, и он знакомится со своим новым лечащим врачом. Дальнейшие события приводят к трагической смерти Джексона.

## В ролях
| Актёр                 | Роль               |
| --------------------- | ------------------ |
| Нави                  | Майкл Джексон      |
| Чад Коулмэн           | Билл Уитфилд       |
| Сэм Адегоке           | Джавон Бирд        |
| Нодумисо Тембе        | Грейс Руарамба     |
| Старлетта Дюпуа       | Кэтрин Джексон     |
| Ричард Лоусон         | Джо Джексон        |
| Кристофер Гордон      | Рэнди Джексон      |
| Эйдан Хэнлон Смит     | Принс Джексон      |
| Тэген Бёрнс           | Пэрис Джексон      |
| Майкл Мурра           | Бланкет Джексон    |
| Холли Робинсон-Пит    | Раймона Бейн       |
| Кен Коулкуит          | Конрад Мюррей      |
| Майкл Шеннон Дженкинс | Майкл Амир Уильямс |

## Премьера и реакция критиков
Первый показ почти двухчасового фильма состоялся на телеканале Lifetime 29 мая 2017 года, тогда киноленту посмотрели 2 миллиона телезрителей. Для Lifetime это вторая по величине премьера фильма за 2017 год. 10 октября состоялся релиз кинокартины на DVD. Журналист The Atlantic писал: «Фильм показывает нам Майкла Джексона как преданного семьянина, плохо справляющегося с давлением собственной известности». Критик осудил «В поисках Неверленда» за очередную эксплуатацию образа музыканта. Обозреватель портала Cinema Centries посчитал иначе: «Фильм заслуживает похвалы за отсутствие эксплуатации наследия покойного певца, создатели отнеслись к нему с большим уважением. Хотя очевидно, что осветить целиком несколько лет жизни Джексона за 2 часа невозможно, „В поисках Неверленда“ даёт возможность получить представление о последних днях легенды». Рецензент заметил британский акцент исполнителя главной роли, портящий впечатление от просмотра. Редактор New Pittsburgh Courier в своём обзоре обратила внимание на реакцию общественности на фильм: телезрители указали на многочисленные неточности в попытках изобразить музыканта, однако они отмечают, что роль Джексона удалась Нави гораздо лучше, чем Флексу Александру в фильме 2004 года «Человек в зеркале: История Майкла Джексона». Сама журналистка высказала мнение, что с байопиком об артисте лучше справилась бы телекомпания BET, кроме того она посчитала, что кинокартины лишь о последних годах жизни певца недостаточно: «Lifetime должны были снять продолжение сериала «Джексоны: Американская мечта», осветив его жизнь с 1992 года до самого конца».
В 2018 году «В поисках Неверленда» был номинирован на награды американской Гильдии визажистов и парикмахеров в двух категориях: «Лучший грим» и «Лучшие прически» для телевизионного фильма.